# Barrio Orba
Barrio Orba es un barrio de Alfafar (España) también llamado Parque Alcosa. Se sitúa al suroeste del término, físicamente encajado entre los términos de Benetúser por el Norte y Masanasa por el Sur, y conurbado con sus cascos urbanos, de manera mucho más estrecha que con el núcleo histórico de Alfafar del que está separado por la carretera N-340, el Antiguo Camino Real de Madrid, y la otra es la vía del ferrocarril Valencia-La Encina, que hace de límite con Benetúser.Se comenzó a construir a finales de los años sesenta y caracteriza principalmente por las viviendas de protección oficial. Es el más poblado de los barrios de Alfafar.Se constituye a partir de esta carretera y crece hacia el Oeste hasta el límite actual de la acequia de Favara que supone el límite Oeste con el término interurbano de Paiporta. [cita requerida]

## Etimología del topónimo

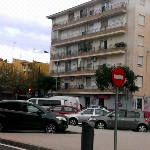
edificio parque alcosa

El término donde se levanta hoy el Barrio Orba de Alfafar era conocido como la Partida de Orba, de donde tomarán su nombre las tierras que pertenecían a descendientes de la familia Mercader, muy vinculados a las antiguas realezas valencianas y que ostentaban el condado de Buñol. En el siglo XIX la familia quedó emparentada mediante matrimonio con otra destacada saga valenciana, la familia Santonja, marqueses de Villagracia. Fueron los descendientes de estos últimos y posiblemente Luis María de Gracia Santonja y Mercader o su hermano Vicente fueron los últimos propietarios de estos terrenos antes de la adquisición de los mismos por parte de Alfredo Corral para la construcción del barrio[cita requerida]. Por otra parte, el nombre de Parque Alcosa proviene de las siglas de la sociedad anónima creado en la década de 1960 por el promotor inmobiliario Alfredo Corral Cervera. Está formado por las dos primeras letras de su nombre y primer apellido más las iniciales SA, aunque su denominación oficial es Barrio Orba. Este empresario llevó a cabo la construcción de numerosas viviendas en varios puntos de España, por lo que existen otros barrios idénticos situado en las localidades de Sevilla y de Alicante llamado este último también Virgen del Remedio. Cabe estacar que en Benidorm hay un grupo pequeño de edificios construidos por la empresa que sigue el mismo modelo y que fueron los primeros en ser construidos. 

## Demografía

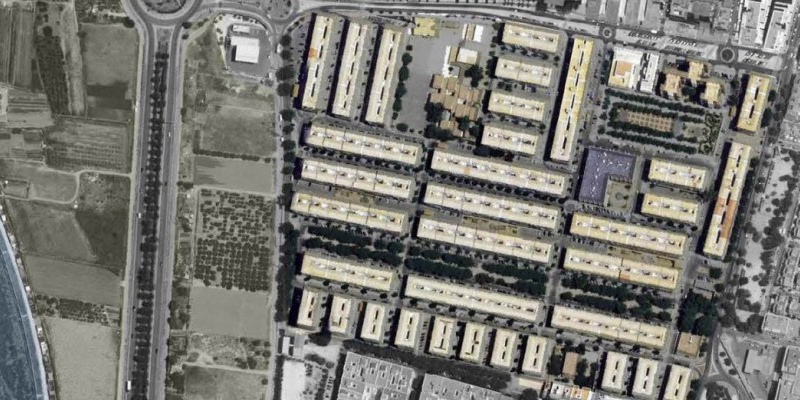
Barrio Orba desde el aire

El Barrio Orba desde 2001 a 2011 aumentó su número de habitantes. En 2001 se cifran 5715 personas, mientras que en 2011 el número de habitantes es de 5819. 
La cifra desde entonces hasta la actualidad en 2023 no ha variado mucho. Según los datos publicados por el INE a 1 de enero de 2023 la totalidad de los habitantes se encontraba en 5812, 106 habitantes más que en el año 2022. 
Las cifras del siglo XXI no han sufrido grandes cambios y se mantienen similares respecto a cada año. 

## Transportes
Carretera
 N-340  Antiguo Camino Real de Valencia a Madrid, hoy en día convertido en vía interurbana.
 CV-400  Avenida del Sur, une las poblaciones de la Huerta Sur.
Autobús
Línea de Autobuses Auvaca http://autobusesauvaca.es/: Silla-Valencia por la carretera Real de Madrid. 
Tren
Desde la Estación de València-Nord hasta la Estación de tren Masanasa: Línea C1. 

## Cultura
- Fiestas del Barrio Orba (Parque Alcosa): Se celebran durante el mes de julio, a mediados del mismo. En ellas se incluyen actividades deportivas, culturales y de entretenimiento.[6]

### Patrimonio cultural
- Iglesia Parroquial de Santa Fe: Se inició a mediados de los años 1970 en unos terrenos adyacentes y que eran propiedad precisamente del primer sacerdote del barrio, Don Eduardo. Él estuvo oficiando unos treinta años hasta su fallecimiento. Es un edificio de estructura moderna. La zona de culto ocupa la planta baja con un altar moderno con una representación del cuadro Cristo de San Juan de la Cruz del pintor español Salvador Dalí. [7]

### Asociaciones culturales
- Agrupación Musical Orba.[8]
- Asociación Cultural Andaluza.[9]
- Sociedad Cultural y Recreativa.[10]
- Falla Parque Alcosa.[10]
- Peña El Tito.[10]
- Comparsa Mora Al-Hofra.[10]
- Alfateatre, Espai de Trobada Cultural a Alfafar.[10]
- APA IES 25 d´abril.[10]

## Personas ilustres
El escritor José Castillo Morcillo. Nacido en el Parque Alcosa el 21 de enero de 1978.
Fue vecino de toda la vida. Plasmó en su obra la vida de algunos convecinos en su famoso libro "El demonio ante el espejo".
Ilustre ingeniero informático especializado en la gestión de grandes proyectos (entre ellos Mercadona) que actualmente lidera el NOC en la tecnológica de Juan Roig, Sothis, siempre orgulloso de sus orígenes en Parque Alcosa.  [cita requerida]

## Urbanismo
Consta de unas 3000 viviendas. El trazado de las calles y la disposición de los bloques es ortogonal. Casi en su totalidad son bloques de pisos semejantes a simple vista de entre 3 y 5 plantas. La arteria principal es la peatonal Avenida del Mediterráneo que mide 1200 metros de largo y también es totalmente recta. Como curiosidad citar que todos los nombres de las calles corresponden a poblaciones adyacentes o próximas a la ciudad de Valencia.
Cuenta además de la mencionada Avenida Mediterráneo, con múltiples zonas ajardinadas y peatonales. Destacan la extensa plaza Poeta Miguel Hernández, llamada por los habitantes Parque Alcosa. 

## Centros educativos
- Centro de Educación Infantil y Primaria Orba. Calle Alzira, 2. [14]
- Escuela Infantil Rabisancho de Preescolar. Calle Catarroja, 25.[15]
- Colegio Jaume I. Actualmente habilitado como zona recreativa y de ocio para uso y disfrute de los vecinos y vecinas. Acequia de Favara s/n.[15]
- CEIP Orba.[16]